# Mycteria ibis
Il tantalo africano (Mycteria ibis (Linnaeus, 1766)) è una grande specie di cicogna appartenente alla famiglia Ciconiidae. Questa specie è ampiamente diffusa nelle regioni subsahariane e si trova anche in Madagascar.

## Tassonomia ed evoluzione
Il tantalo africano è strettamente imparentato con le altre tre specie del genere Mycteria: il tantalo americano (Mycteria americana), il tantalo cenerino (Mycteria cinerea) e il tantalo indiano (Mycteria leucocephala). Insieme, queste quattro specie formano un clade all'interno della famiglia Ciconiidae, condividendo notevoli somiglianze nel comportamento e nella morfologia. In uno studio analitico sui comportamenti di alimentazione e corteggiamento delle cicogne, M. P. Kahl ha evidenziato che tutte le specie del genere Mycteria condividono una stessa etologia, con poche variazioni specie-specifiche.
In passato, prima che fosse stabilito che il tantalo africano fosse strettamente imparentato con il tantalo americano, veniva assegnato al genere Ibis, insieme al tantalo cenerino e al tantalo indiano. Tuttavia, il tantalo africano è stato a lungo riconosciuto come una vera cicogna e, insieme alle altre tre specie correlate, non deve essere confuso con gli ibis propriamente detti.

## Descrizione

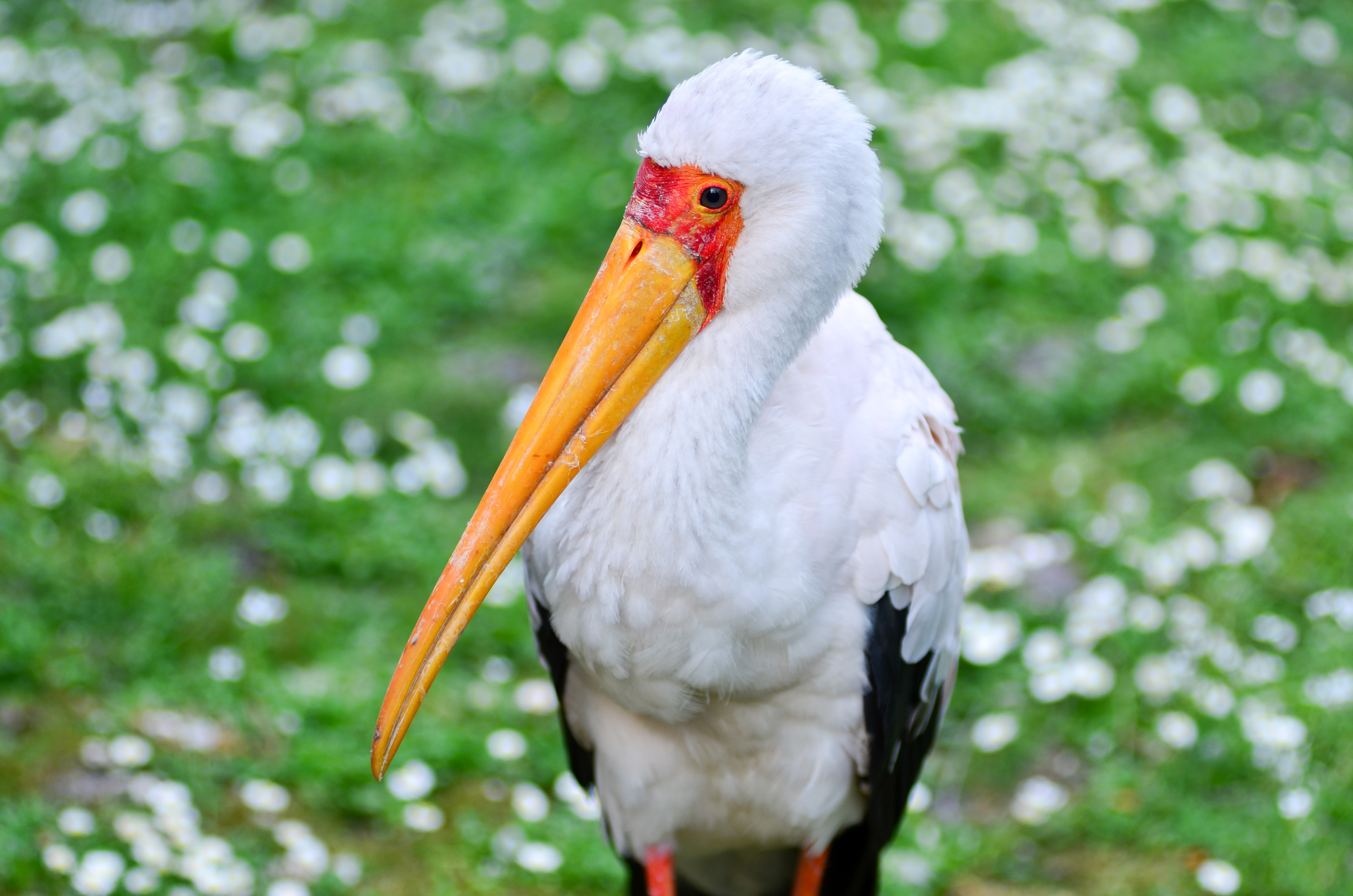
Primo piano di un tantalo africano, al Parco ornitologico di Walsrode, Germania

Questa cicogna di medie dimensioni raggiunge un'altezza di circa 90-105 centimetri. Il piumaggio è quasi completamente bianco, ad eccezione della coda corta, che è nera e assume riflessi verde lucido e viola dopo la muta. Il becco, di colore giallo intenso, è leggermente ricurvo all'estremità e ha una sezione trasversale più rotonda rispetto a quella di altre specie di cicogne al di fuori del genere Mycteria. Le piume coprono la testa e il collo appena dietro gli occhi, mentre il viso e la fronte sono nudi e caratterizzati da una pelle di colore rosso intenso. I sessi sono simili nell'aspetto, ma i maschi sono leggermente più grandi e presentano un becco più lungo e robusto. Il peso medio è di circa 2,3 kg per i maschi e 1,9 kg per le femmine.
Durante la stagione riproduttiva, la livrea diventa più vivida: le ali e il dorso si tingono di rosa, le zampe normalmente marroni assumono una tonalità rosa brillante, il becco diventa di un giallo più intenso e la pelle nuda del viso si colora di un rosso più acceso.
I giovani presentano un piumaggio bruno-grigiastro, con il viso parzialmente nudo di colore arancione opaco e un becco giallastro. Le zampe e i piedi sono marroni e le piume bruno-nerastre. Durante l'involo, inizia a svilupparsi una colorazione rosa salmone nella parte inferiore delle ali. Dopo circa un anno, il piumaggio diventa bianco-grigiastro, con le penne di volo sulle ali e sulla coda che si tingono di nero. La colorazione rosa tipica degli adulti appare successivamente.

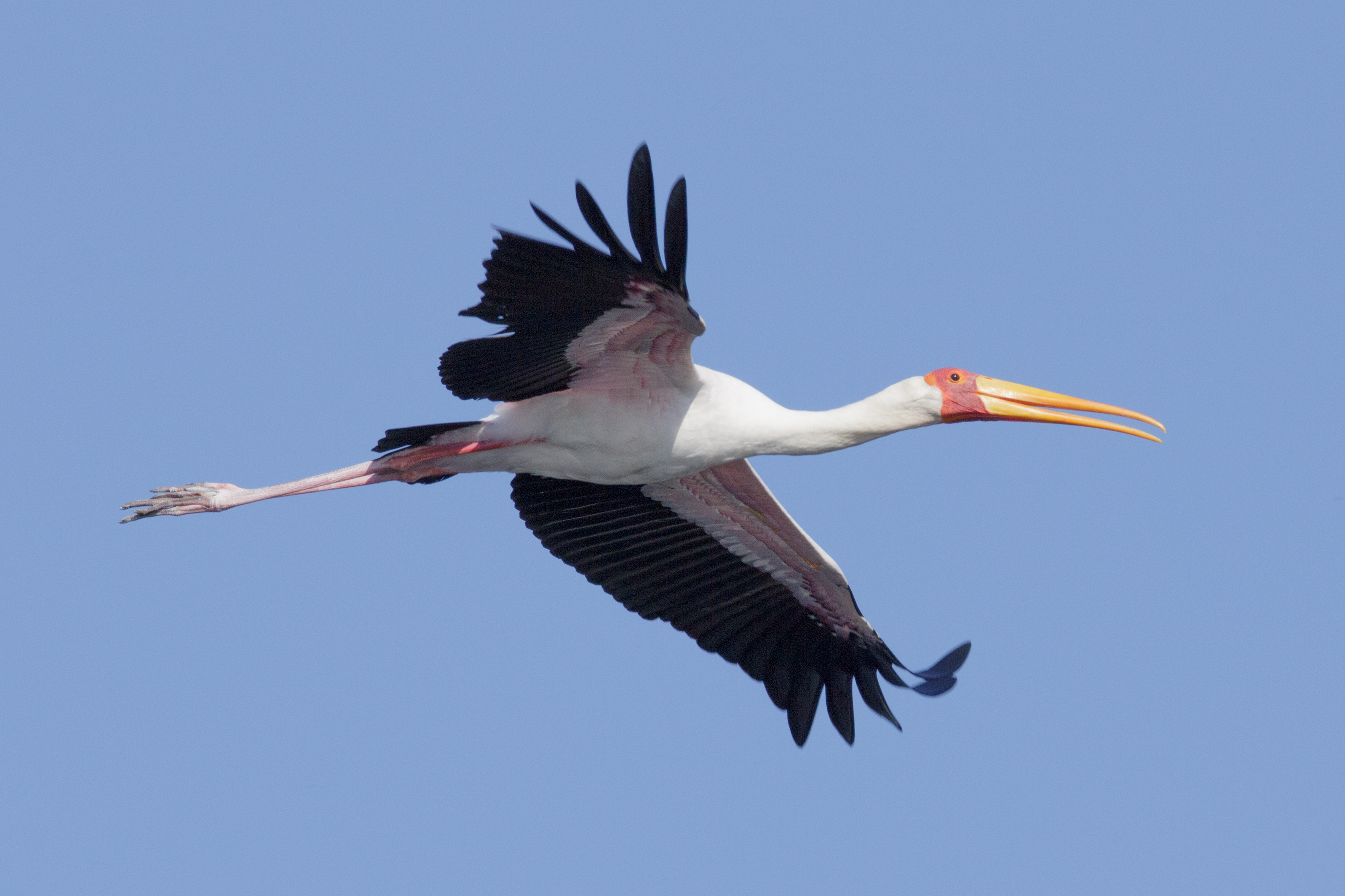
In volo, Zambia

Queste cicogne camminano sul fondale delle acque poco profonde con un'andatura a lunghe falcate, registrando una velocità di circa 70 passi al minuto. In volo alternano battiti d'ala e planate, con una frequenza media di 177-205 battiti al minuto. Di solito usano un volo battuto per brevi distanze, mentre per i viaggi più lunghi si affidano alle planate, coprendo grandi distanze con un consumo minimo di energia grazie alle correnti termiche. Durante le discese da alte quote, queste cicogne sono state osservate mentre si tuffano in picchiata a velocità elevate, alternando manovre rapide da un lato all'altro. Queste acrobazie sembrano essere eseguite senza una funzione apparente, probabilmente per puro divertimento.
Il tantalo africano è generalmente silenzioso, ma durante la stagione riproduttiva emette sibilanti urla in falsetto nelle manifestazioni sociali. Nelle colonie riproduttive, produce un caratteristico ticchettio sbattendo rapidamente, accompagnato da un fragoroso battito d'ali. I nidiacei, invece, emettono un forte raglio monotono e continuo per richiedere il cibo ai genitori.

## Distribuzione e habitat

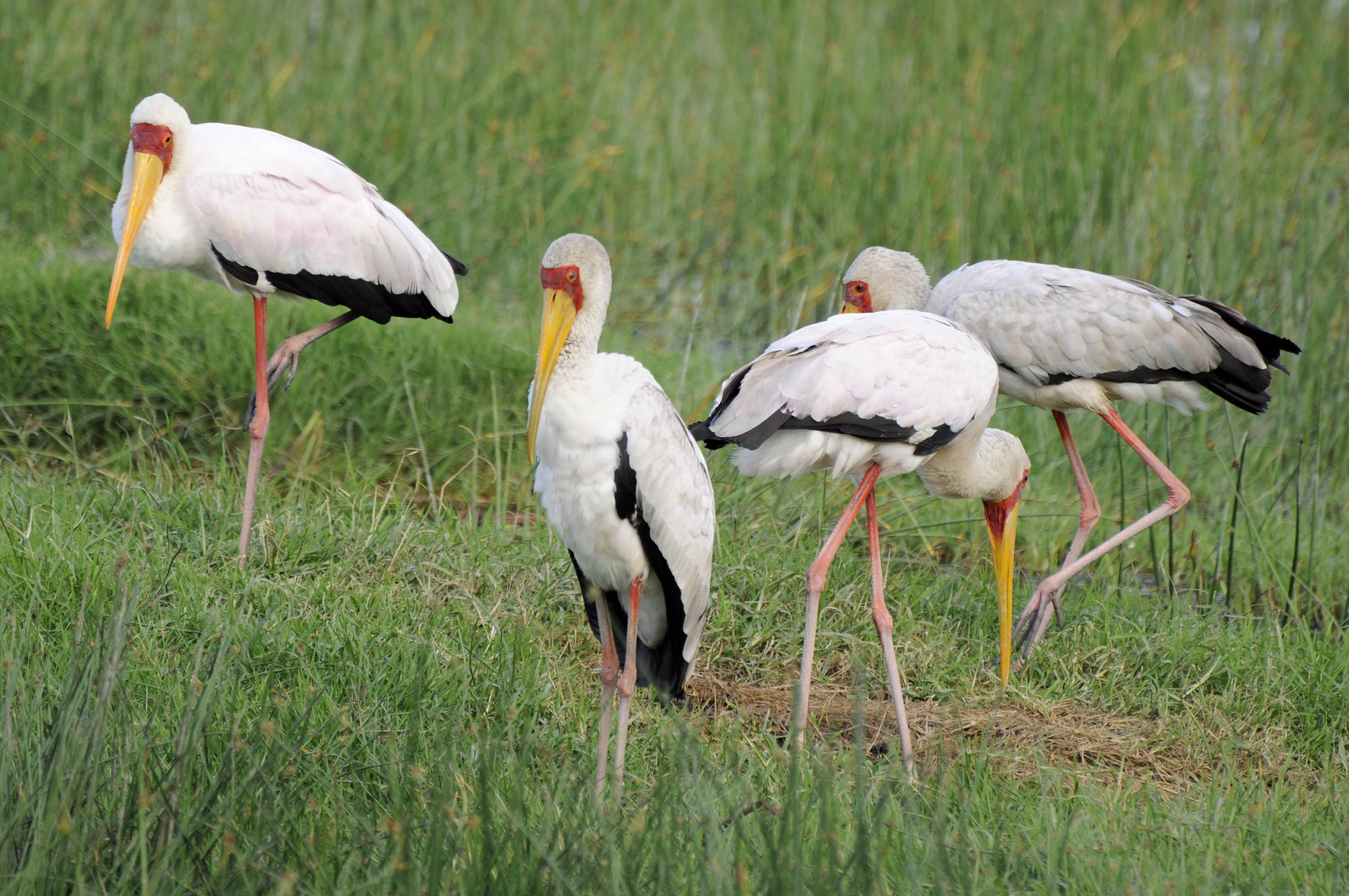
Uno stormo nel Parco nazionale del lago Nakuru, Kenya

Il tantalo africano si trova principalmente nell'Africa orientale, ma è ampiamente distribuito in un'area che si estende dal Senegal e dalla Somalia fino al Sudafrica, e in alcune regioni del Madagascar occidentale. Durante l'osservazione di una colonia di uccelli di specie miste lungo il fiume Tana in Kenya, il tantalo africano è risultato la specie più comune, con circa 2000 individui presenti contemporaneamente.
Questa specie non migra generalmente al di fuori del suo areale riproduttivo, ma effettua spostamenti locali, spesso influenzati dalle precipitazioni. In Kenya, il tantalo africano compie brevi movimenti stagionali, mentre in Sudan è stato osservato migrare tra il Nord e il Sud durante la stagione delle piogge. Migrazioni regolari si verificano anche tra il Sudafrica e altre regioni limitrofe. Tuttavia, i movimenti migratori generali rimangono poco conosciuti, e la specie è spesso descritta come un migratore facoltativo. Questa flessibilità dipende dalle condizioni dell'acqua e dalle disponibilità alimentari: il tantalo africano tende a evitare aree con condizioni sfavorevoli e a spostarsi dove può cacciare più efficacemente. Alcune popolazioni percorrono lunghe distanze tra i terreni di pesca e i siti riproduttivi, sfruttando le correnti termiche per librarsi e planare. Altre popolazioni, invece, sono sedentarie e rimangono nei rispettivi habitat tutto l'anno.
Gli habitat preferiti includono zone umide, laghi poco profondi e distese fangose con profondità comprese tra 10 e 40 centimetri. La specie evita generalmente le regioni densamente boscose dell'Africa centrale, così come le aree allagate o specchi d'acqua troppo profondi ed estesi, poiché non si adattano alle sue tecniche di caccia.
La riproduzione avviene prevalentemente in Kenya e in Tanzania. Sebbene si sappia che si riproduce anche in Uganda, i siti di nidificazione in questa regione non sono ancora stati registrati. La specie nidifica anche a Malakol, in Sudan, e all'interno delle città murate dell'Africa occidentale, dal Gambia alla Nigeria settentrionale. Altri siti riproduttivi includono Zululand, in Sudafrica, Botswana settentrionale e regioni ben irrigate del Botswana meridionale e dello Zimbabwe. In Madagascar, sebbene non vi siano prove dirette di siti riproduttivi, giovani uccelli incapaci di volare sono stati osservati vicino al lago Kinkony nel mese di ottobre, indicando che la specie si riproduce anche sull'isola.

## Biologia

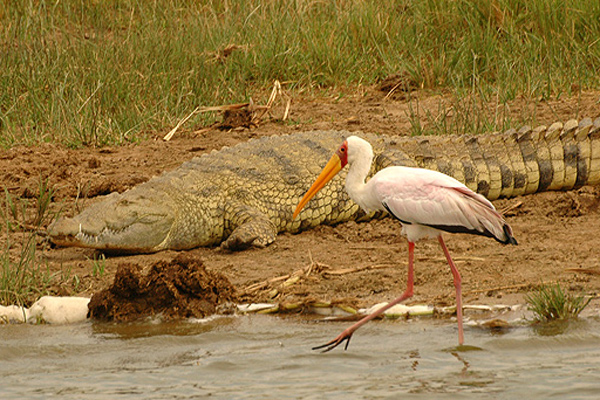
Un tantalo africano con un coccodrillo del Nilo, nel Canale di Kazinga, Uganda

Nonostante il tantalo africano nidifichi in colonie, al di fuori della stagione riproduttiva è una specie prevalentemente solitaria. In alcuni casi, possono verificarsi incontri ostili, il cui esito dipende dallo stato sociale, dal carattere e dall'età dei contendenti. Se nessuno dei due individui intende ritirarsi, il confronto si evolve in una minaccia avanzata, una dimostrazione ritualizzata. Durante questa esibizione, i due uccelli mantengono il corpo orizzontalmente inclinato in avanti, ritraggono il collo fino a toccare il dorso, tengono la coda inclinata a 45 gradi e sollevano le piume. Si avvicinano lentamente l'uno all'altro, puntando il lungo becco verso l'avversario e, talvolta, aprendo e chiudendo il becco in segno di minaccia. Se il conflitto prosegue, i contendenti passano al combattimento diretto, usando i becchi per colpirsi e afferrarsi ripetutamente finché uno dei due non si arrende abbassando il piumaggio in segno di sottomissione.
Le ostilità possono insorgere anche tra maschi e femmine, specialmente quando una femmina si avvicina a un maschio in un potenziale sito di nidificazione. Se uno dei due non ritiene l'altro un partner adeguato, può mostrare segni di minaccia sbattendo il becco o beccando l'avversario. Un comportamento aggressivo tipico è lo Snap Display, in cui l'aggressore scatta il collo in avanti, tentando di beccare l'avversario senza muoversi dal posto. Questo comportamento è più comune durante la formazione della coppia e scompare man mano che i due individui acquisiscono familiarità reciproca nel corso del ciclo riproduttivo.
I nidiacei mostrano significativi cambiamenti comportamentali intorno alle 3 settimane di età. Durante i primi giorni di vita, quando i genitori sono costantemente presenti al nido, i piccoli reagiscono agli intrusi (come un osservatore umano) accovacciandosi e rimanendo silenziosi. Tuttavia, dopo le 3 settimane, quando i genitori iniziano ad allontanarsi per cercare cibo, i pulcini sviluppano una risposta più forte agli intrusi. Mostrano comportamenti di paura, cercando di fuggire dal nido, oppure reagiscono in modo aggressivo contro l'intruso.

### Alimentazione
La dieta del tantalo africano consiste principalmente di piccoli pesci d'acqua dolce, con lunghezze comprese tra 60 e 100 millimetri e un peso massimo di 150 grammi, che vengono ingeriti interi. Inoltre, questa cicogna si nutre di crostacei, vermi, insetti acquatici, rane e, occasionalmente, piccoli mammiferi e uccelli.
Il tantalo africano si affida principalmente al senso del tatto per individuare e catturare le sue prede, piuttosto che alla vista. Caccia camminando pazientemente nelle acque basse con il becco parzialmente aperto, sondando l'acqua. Quando il becco entra in contatto con una preda, scatta un rapido riflesso che chiude immediatamente le mandibole. Successivamente, l'uccello solleva la testa e ingoia la preda intera. La velocità di questo riflesso è stata misurata nel tantalo americano (Mycteria americana), una specie strettamente imparentata, ed è pari a 25 millisecondi. Anche se non è stato misurato quantitativamente nel tantalo africano, il meccanismo sembra qualitativamente identico.
Oltre al riflesso del becco, il tantalo africano utilizza una tecnica di agitazione dei piedi per stanare prede nascoste. L'uccello agita il fondale con un piede, costringendo le prede a uscire dalla vegetazione e a finire nel becco. Questo movimento viene ripetuto alternando i piedi. Nonostante siano predatori attivi, i tantali africani sono stati osservati mentre rubavano pesce o si nutrivano di avanzi rigurgitati da cormorani. Inoltre, seguono spesso i movimenti di coccodrilli e ippopotami, che smuovono il fondale e spingono i pesci allo scoperto, facilitando la caccia.
La pesca è solitamente breve, con l'uccello che si nutre fino a soddisfare il fabbisogno alimentare prima di tornare ai posatoi per riposare.
I genitori nutrono i loro piccoli rigurgitando il pesce sul fondo del nido, dove viene raccolto e consumato dai nidiacei. Questi ultimi mangiano voracemente: un singolo nidiaceo può aumentare il proprio peso corporeo da 50 grammi a 600 grammi nei primi dieci giorni di vita. Per questa voracità, il tantalo africano è noto in tedesco con il nome comune "Nimmersatt", che significa "mai pieno".

### Riproduzione

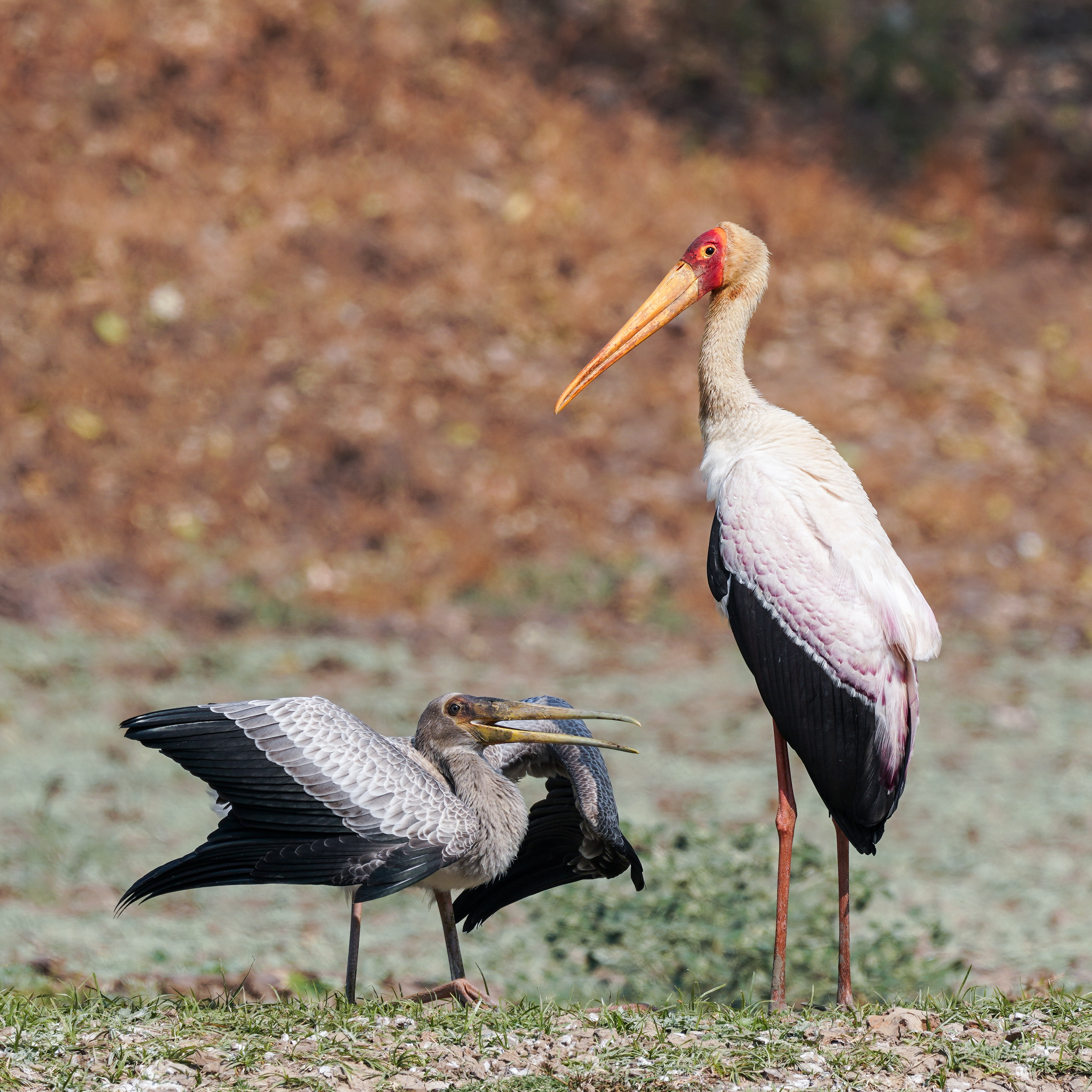
Un adulto con il nidiaceo, all'Upper Lupande GMA, Zambia

La riproduzione del tantalo africano è strettamente legata a fattori stagionali e sembra essere stimolata da periodi di piogge intense e prolungate, che causano l'inondazione delle paludi poco profonde, specialmente nelle aree vicino al Lago Vittoria. Queste inondazioni portano a un aumento significativo della disponibilità di prede, sincronizzando la riproduzione con il picco delle risorse alimentari. Durante la stagione secca, secondo le osservazioni di M. P. Kahl a Kisumu, la maggior parte dei pesci abbandona le paludi prosciugate e prive di ossigeno per ritirarsi nelle acque profonde del Lago Vittoria, dove i tantali non possono accedervi. Con l'arrivo delle piogge, i pesci risalgono i corsi d'acqua e si diffondono nelle paludi per riprodursi, diventando così facilmente accessibili agli uccelli. Questo ciclo consente ai tantali di nidificare in un periodo in cui le risorse alimentari per i piccoli sono abbondanti, a condizione che le piogge non terminino prematuramente.
Il tantalo africano può iniziare a nidificare e riprodursi anche alla fine delle lunghe piogge, specialmente nelle aree paludose estese e pianeggianti. In queste zone, il graduale abbassamento dei livelli dell'acqua concentra una quantità sufficiente di pesci a sufficienza per consentire ai tantali di nutrirsi adeguatamente. Inoltre, è stato osservato che precipitazioni fuori stagione possono stimolare la riproduzione in momenti atipici, come documentato nel Botswana settentrionale e nelle regioni occidentali e orientali del Kenya. Queste piogge fuori stagione possono causare inondazioni locali, creando condizioni ideali per la pesca e, di conseguenza, per la riproduzione. La flessibilità del tantalo africano nel suo modello riproduttivo è strettamente legata alla disponibilità di risorse alimentari generate dalle precipitazioni, adattandosi così ai diversi regimi di pioggia presenti nel continente africano.
Come accade per tutte le specie di cicogne, i maschi del tantalo africano selezionano e occupano potenziali siti di nidificazione sugli alberi, attirando successivamente le femmine che si avvicinano per valutare il maschio. Questa specie esibisce un ampio repertorio di comportamenti di corteggiamento, che si manifestano nei pressi e all'interno del nido. Tali comportamenti, comuni a tutte le specie del genere Mycteria, evidenziano una notevole omologia all'interno del gruppo. Dopo che un maschio ha stabilito il controllo su un sito di nidificazione, inizia a esibire comportamenti volti a mettersi in mostra nei confronti delle femmine. Uno di questi è la pulizia di corteggiamento, in cui il maschio simula di pulire le piume delle ali estese con il becco, ripetendo il gesto più volte su ciascun lato. Durante questa esibizione, il becco non si chiude efficacemente attorno alle penne. Un altro comportamento comune tra i maschi è l'afferrare i ramoscelli, in cui il maschio, posizionato nel sito di nidificazione, si china per afferrare e rilasciare delicatamente i ramoscelli presenti sotto di lui, ripetendo l'azione a intervalli regolari. Questo gesto è spesso accompagnato da oscillazioni laterali del collo e della testa, continuando a raccogliere e lasciare ramoscelli in modo ritmico.
Le femmine, nel processo di corteggiamento, esibiscono comportamenti distintivi in risposta ai rituali dei maschi. Uno di questi è la postura di equilibrio, durante la quale la femmina cammina verso il maschio mantenendo il corpo orizzontale e le ali distese. Quando si avvicina ulteriormente o si trova già vicino al maschio, la femmina può mostrare anche il Gaping, un comportamento in cui apre leggermente il becco è inclina il collo verso l'alto di circa 45 gradi. Spesso, il Gaping si accompagna alla postura di equilibrio. Se il maschio accetta la femmina e le permette di avvicinarsi al nido, la femmina chiude le ali. A questo punto, il maschio può continuare a pavoneggiarsi rimanendo accanto alla femmina all'interno del nido. Durante l'accoppiamento, il maschio si posiziona lateralmente sul dorso della femmina, aggancia i piedi sulle sue spalle e distende le ali per mantenere l'equilibrio. Successivamente piega le zampe per abbassarsi e facilitare il contatto cloacale, come accade nella maggior parte delle specie di uccelli. La femmina, nel frattempo, mantiene le ali tese in posizione quasi orizzontale. L'accoppiamento è accompagnato da un rituale in cui il maschio produce un tintinnio aprendo e chiudendo regolarmente il becco, scuotendo vigorosamente la testa per battere il proprio becco contro quello della femmina. Quest'ultima, a sua volta, tiene il becco in posizione orizzontale rispetto a quello del maschio o leggermente inclinato verso il basso di circa 45 gradi. Il tempo medio di copulazione in questa specie è stato calcolato in circa 15,7 secondi.

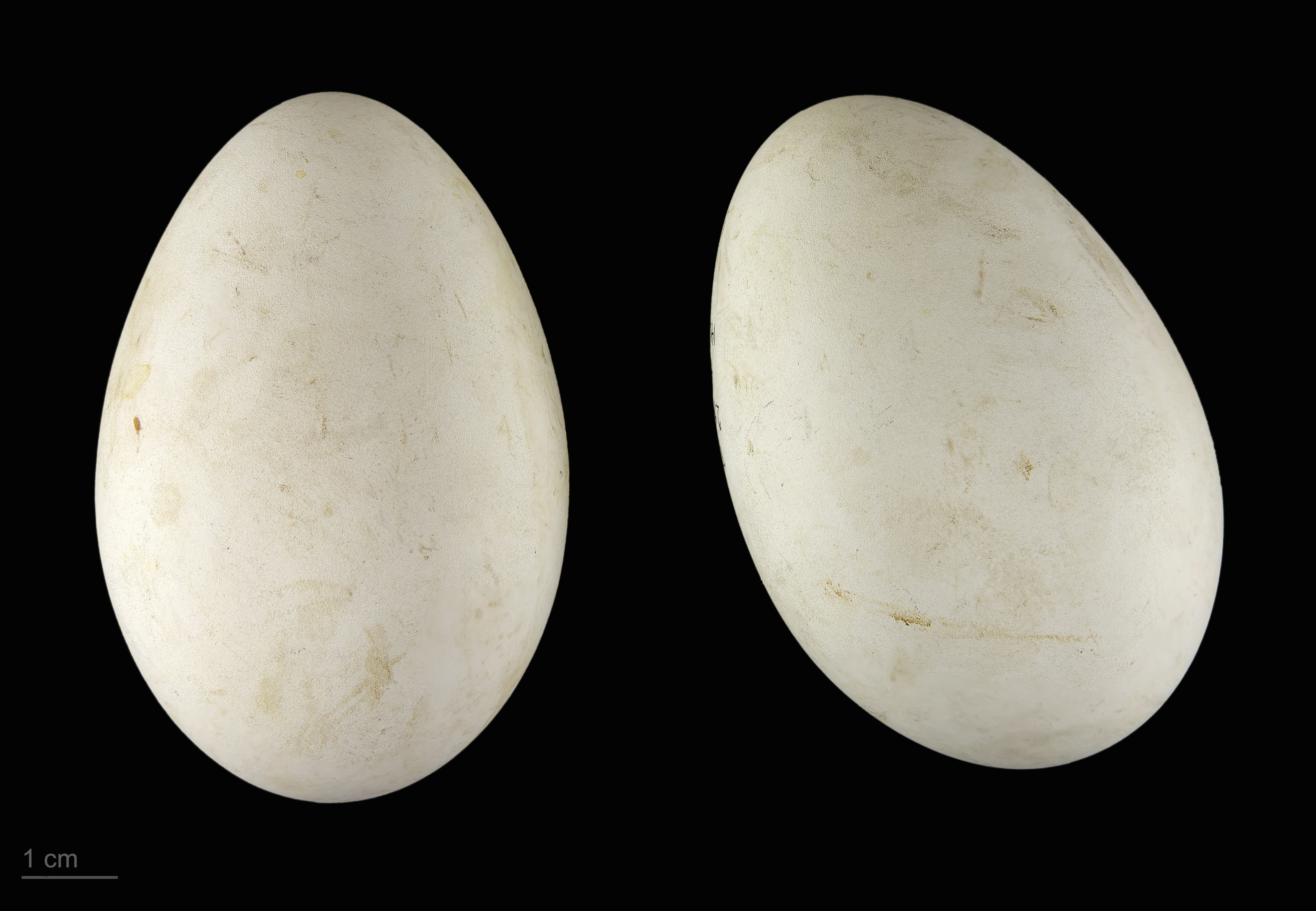
Uova di Mycteria ibis, MHNT

La femmina depone generalmente da 2 a 4 uova, con una media di 3, a giorni alterni. La dimensione media della covata è stata stimata in 2,5 uova per nido. l'incubazione, condivisa da entrambi i genitori, dura circa 30 giorni. Come accade in molte altre specie di cicogne, la schiusa è asincrona, con intervalli di 1 o 2 giorni tra un uovo e l'altro. Questo fenomeno comporta differenze significative nelle dimensioni corporee tra i pulcini della stessa covata in qualsiasi momento. Nei periodi di scarsità di cibo, i pulcini più piccoli sono spesso svantaggiati nella competizione per il cibo, rischiando di essere superati o esclusi dai fratelli maggiori, più grandi e competitivi.
Entrambi i genitori collaborano nel compito di custodire e nutrire i piccoli fino a circa 21 giorni di età. Durante questo periodo, rimangono vicini al nido, garantendo protezione e provviste. Successivamente, iniziano entrambi a cercare cibo per soddisfare le crescenti richieste alimentari dei nidiacei. L'alimentazione avviene principalmente tramite rigurgito di pesci nel nido, ma è stato osservato che i genitori rigurgitano anche acqua nei becchi aperti dei piccoli, specialmente durante le giornate calde. Questo comportamento aiuta i nidiacei a mantenere un'adeguata idratazione e supporta la loro strategia di termoregolazione, comune a tutte le cicogne. La termoregolazione avviene espellendo urina diluita lungo le zampe, un meccanismo che previene il surriscaldamento senza ricorrere all'iperventilazione. L'acqua rigurgitata fornisce un apporto idrico supplementare, garantendo che i piccoli abbiano abbastanza liquidi per continuare questo processo. Inoltre, i genitori contribuiscono a mantenere i piccoli al fresco ombreggiandoli con le ali, proteggendoli così dal calore eccessivo.
I nidiacei iniziano a volare tra i 50 e i 55 giorni dalla schiusa. Nonostante ciò, dopo il primo volo, è comune che i giovani tornino al nido per continuare a ricevere cibo dai genitori e riposare insieme a loro per un periodo che varia tra 1 e 3 settimane. Si stima che questi uccelli non raggiungano la piena maturità fino ai 3 anni di età. Tuttavia, è probabile che, anche dopo aver raggiunto la maturità fisica, gli individui giovani ritardino la loro prima riproduzione, benché dati precisi in merito siano ancora limitati.
È stato osservato che i giovani non differiscono in modo significativo dagli adulti nelle loro strategie di pesca. In un'indagine condotta su quattro femmine adulte allevate a mano e tenute in cattività, gli esemplari hanno immediatamente mostrato il tipico comportamento di pesca degli esemplari selvatici, inclusa la tecnica di agitazione del fondo con i piedi, appena introdotte all'acqua. Questo comportamento indica che le strategie di pesca non richiedono apprendimento diretto dai genitori, ma sono innate e istintive, consentendo anche agli esemplari giovani di utilizzare efficacemente queste tecniche già dalle prime esperienze.

### Nidificazione

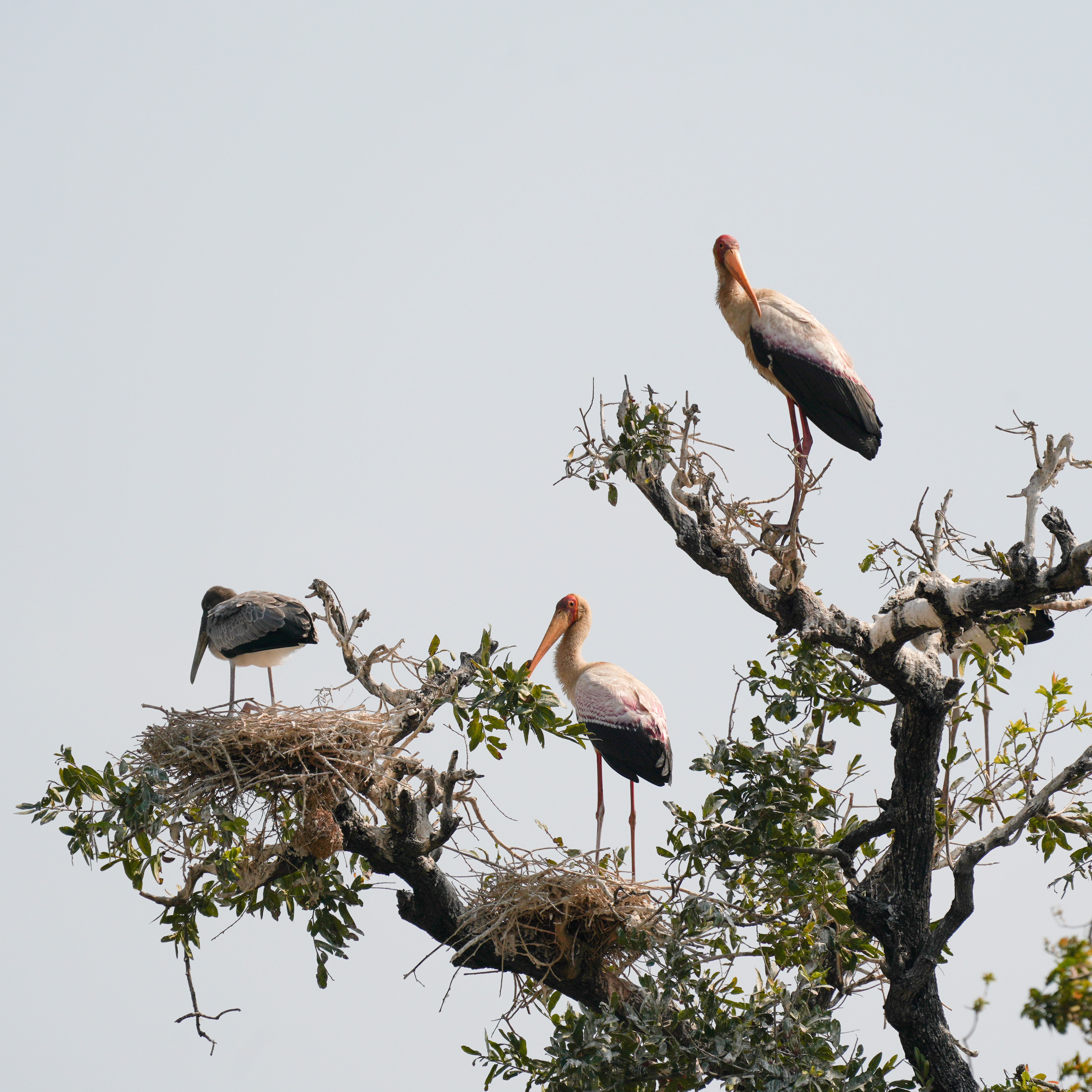
Colonia nidificante in Zambia

Il tantalo africano è una specie nidificante coloniale, spesso condividendo i siti di nidificazione con altre specie. Tuttavia, non è raro che questa cicogna monopolizzi un intero sito per sé. Le colonie di solito comprendono 10-20 nidi, tutti concentrati nello stesso luogo, spesso su un grande albero che funge da punto centrale. In alcune situazioni, se numerosi maschi presenti nella colonia non trovano una compagna, l'intero gruppo, comprese le femmine non accoppiate, può spostarsi su un altro albero. Questi eventi, noti come "addii al celibato", sono una caratteristica unica delle colonie di questa specie e possono coinvolgere 12 o più maschi e un numero equivalente di femmine. In alcune aree riproduttive sono stati contati fino a 50 nidi attivi contemporaneamente.
Il maschio e la femmina collaborano alla costruzione del nido, utilizzando bastoncini raccolti nelle vicinanze. I nidi vengono generalmente posizionati su alberi ad alto fusto situati nell'entroterra, lontano dai predatori, oppure su alberi più piccoli ma circondati dall'acqua per una maggiore protezione. La costruzione del nido richiede circa 10 giorni. Una volta completato, il nido raggiunge un diametro di 80-100 centimetri e uno spessore di 20-30 centimetri, fornendo una base sicura per la covata.

## Conservazione
Il tantalo africano è classificato come specie a rischio minimo secondo la Lista Rossa dell'IUCN. Sebbene si osservi un trend di declino della popolazione, questo non si avvicina alle soglie necessarie per essere considerata vulnerabile. Inoltre, l'ampiezza del suo areale non rientra nei parametri per una classificazione come specie vulnerabile secondo il criterio della dimensione dell'areale. Sebbene non siano disponibili stime ufficiali della popolazione, si sa che questa è numerosa, un altro fattore che contribuisce alla sua valutazione come rischio minimo.
Nonostante la sua abbondanza e distribuzione, il tantalo africano affronta alcune minacce. Nell'Africa orientale, la specie è esposta al bracconaggio e alla riduzione dell'habitat naturale, anche se attualmente non si prevede un grave declino a livello globale. La tolleranza di questa specie ai cambiamenti ambientali a breve termine e il suo alto tasso di successo riproduttivo offrono una certa protezione. Nelle aree dove è più abbondante, come l'Africa orientale, sono state osservate covate di 1-3 nidiacei per nido.
La specie è protetta dal Trattato per la Conservazione degli Uccelli Migratori Afroasiatici (AEWA). Tuttavia, la predazione rappresenta un rischio significativo. Tra i suoi predatori naturali vi sono ghepardi, leopardi e leoni, mentre uova e nidiacei sono frequentemente predati da uccelli rapaci come l'aquila pescatrice africana (Icthyophaga vocifer). Uno studio condotto in una colonia a Kisumu, Kenya, ha rilevato che il 61% delle uova si è schiuso con successo, mentre il restante 38% è stato predato dalle aquile pescatrici. Il tasso di sopravvivenza dei nidiacei in questa colonia era di soli 0,33 per nido, e si è ipotizzato che l'aumento della predazione delle uova fosse legato al declino delle risorse ittiche nel Golfo di Winam.
Oltre alla protezione legale, il tantalo africano è apparso su diversi francobolli emessi da paesi africani, un simbolo del suo riconoscimento culturale.

## Galleria d'immagini

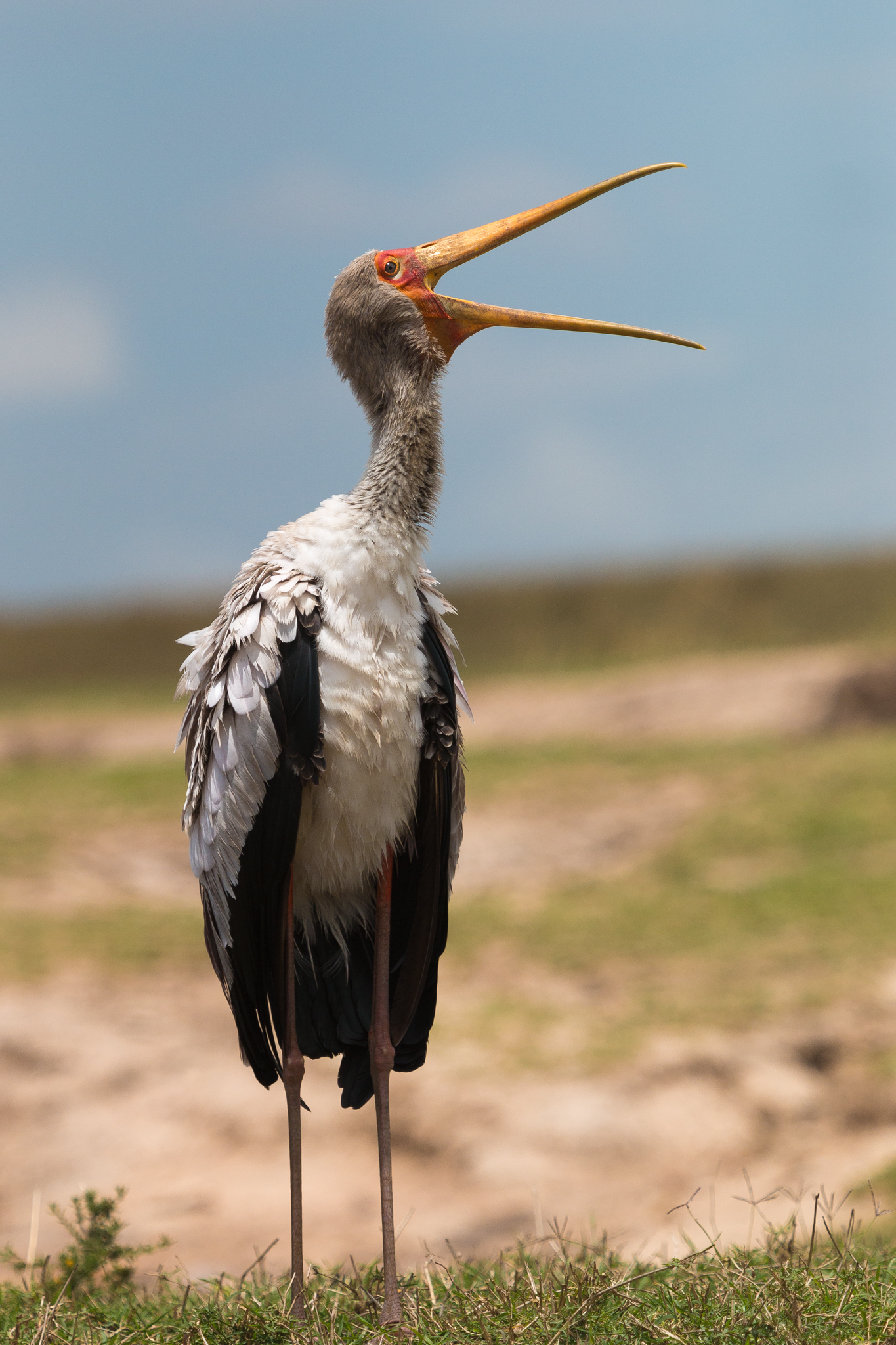
Un esemplare immaturo, nel Masai Mara
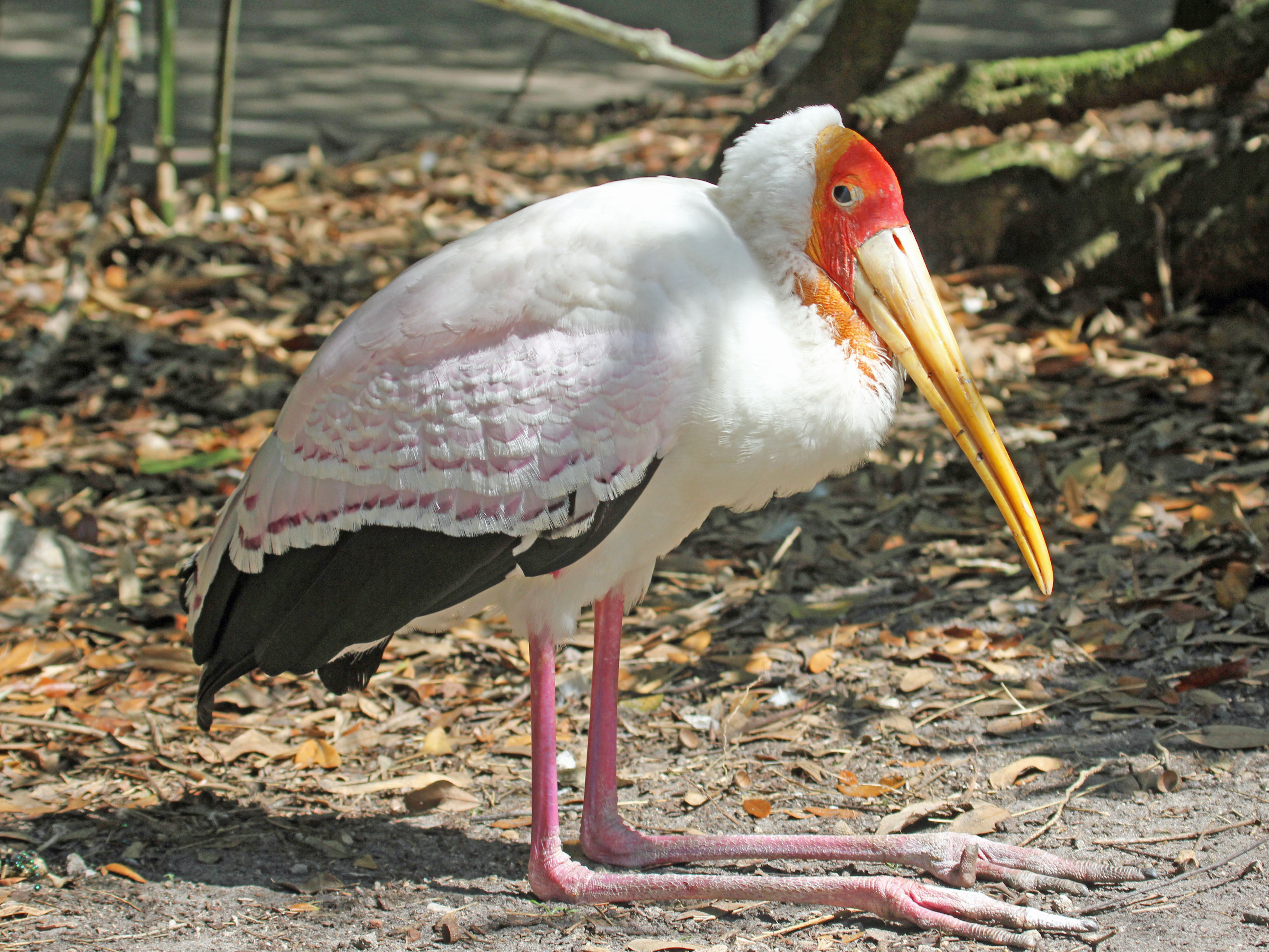
Le cicogne a volte riposano sui garretti (analoghi ai talloni di un essere umano)
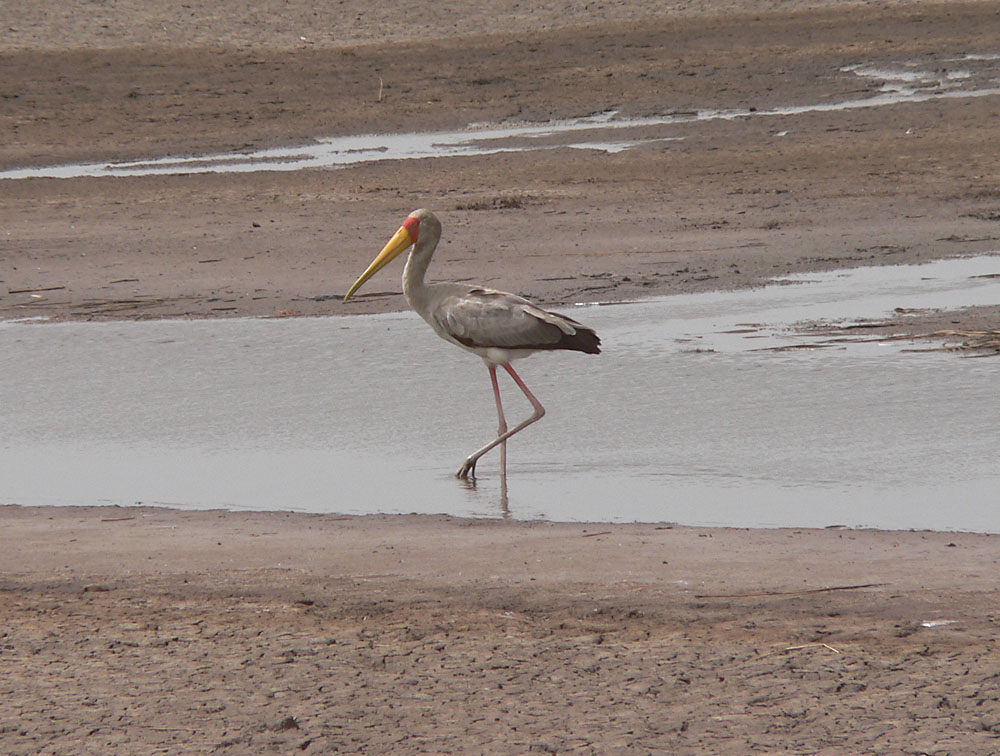
I giovani hanno il dorso grigio, gli uccelli maturi hanno il dorso bianco
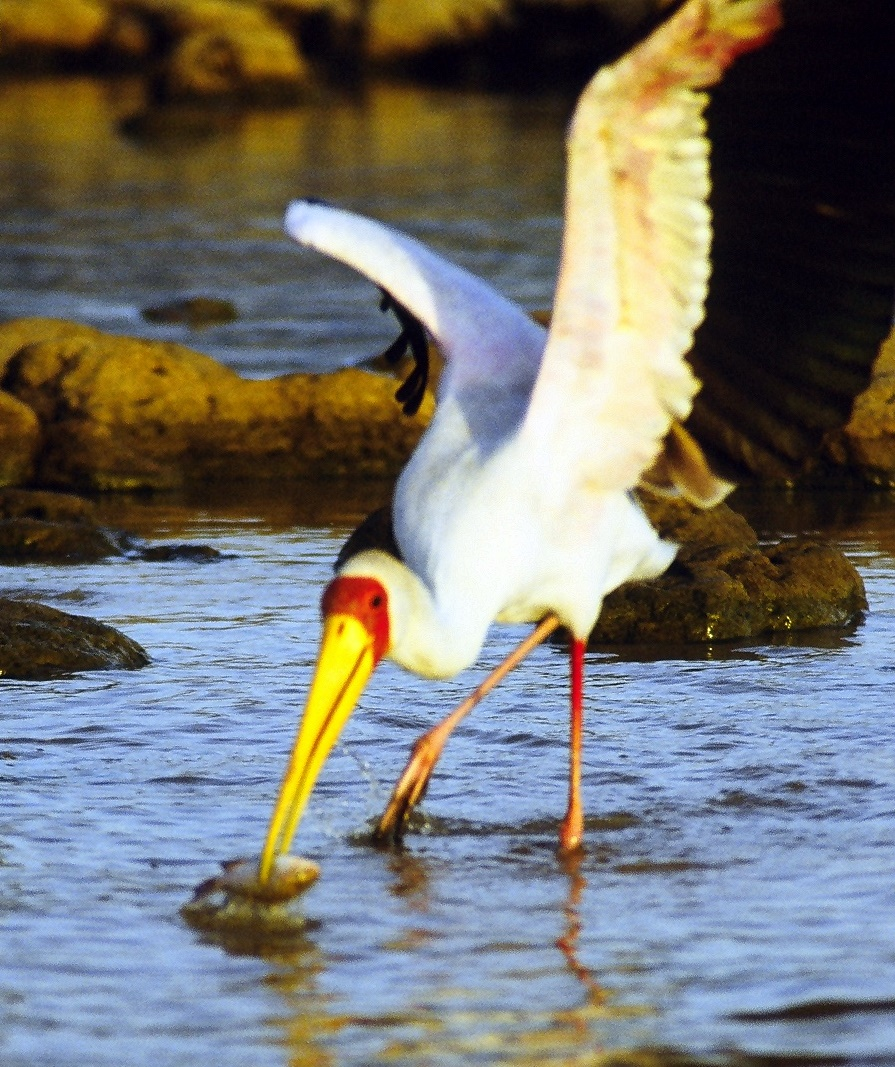
Pesca in acque poco profonde
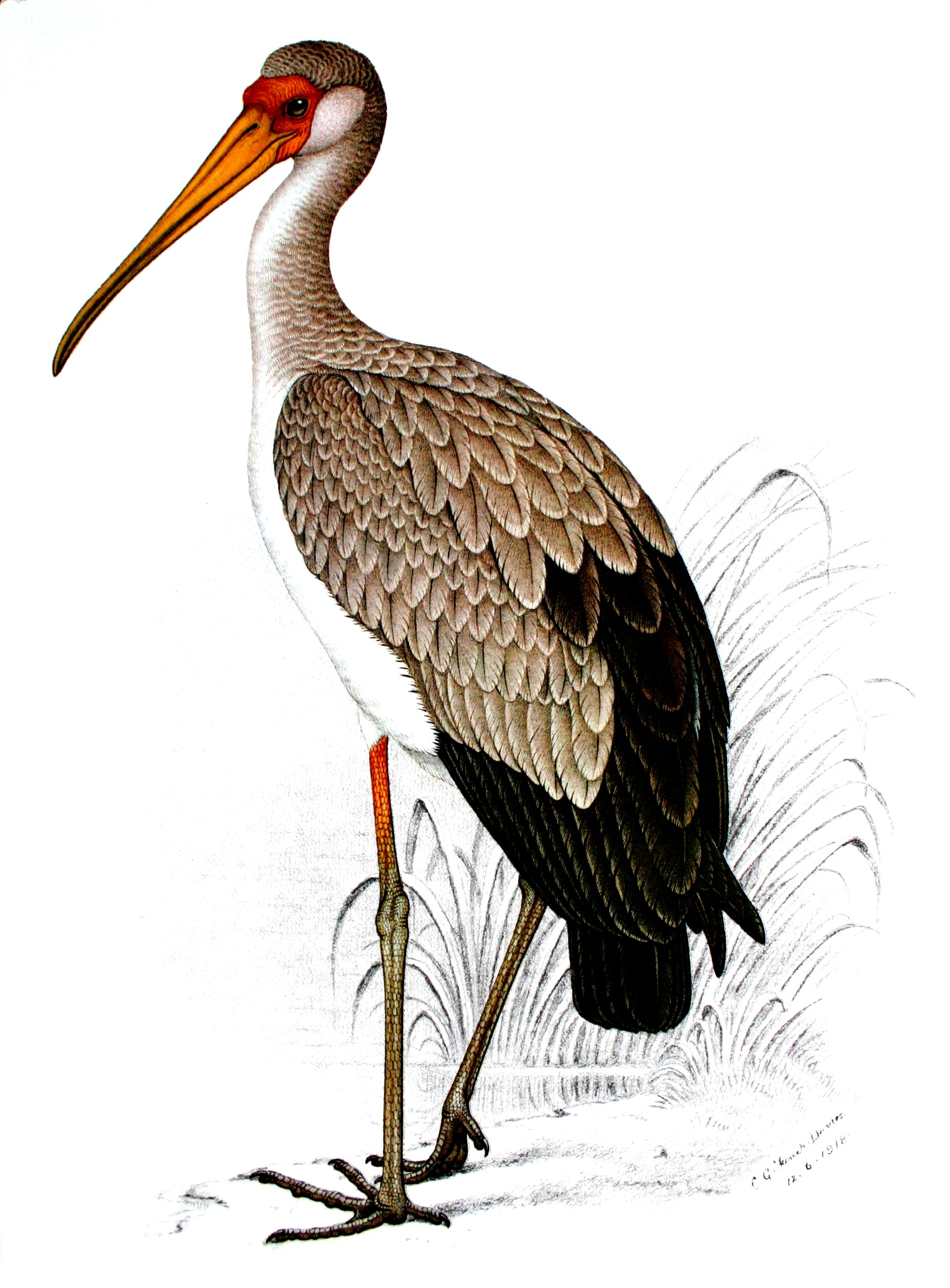
Illustrazione di un esemplare giovane
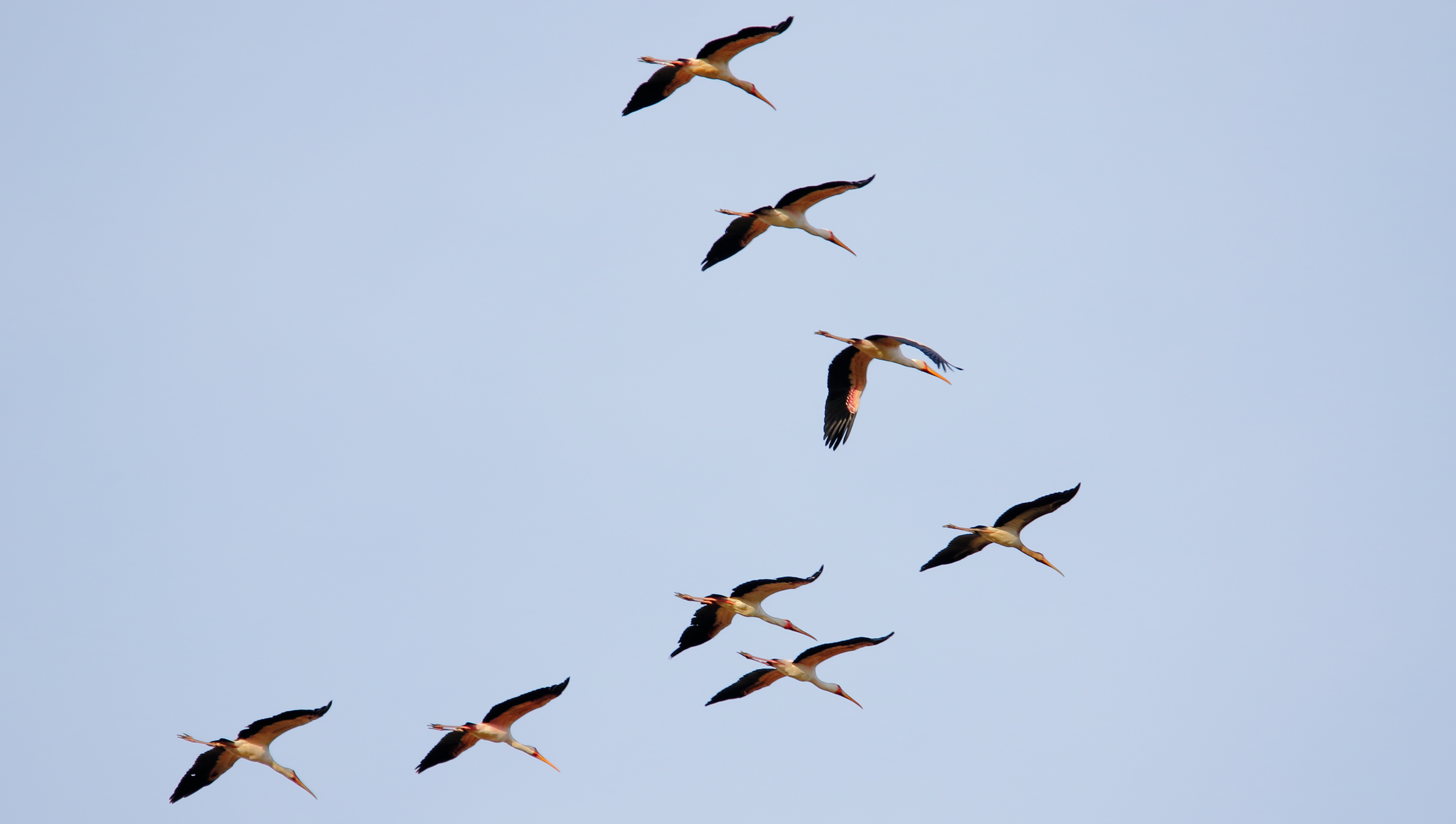
Mentre volano in formazione a V
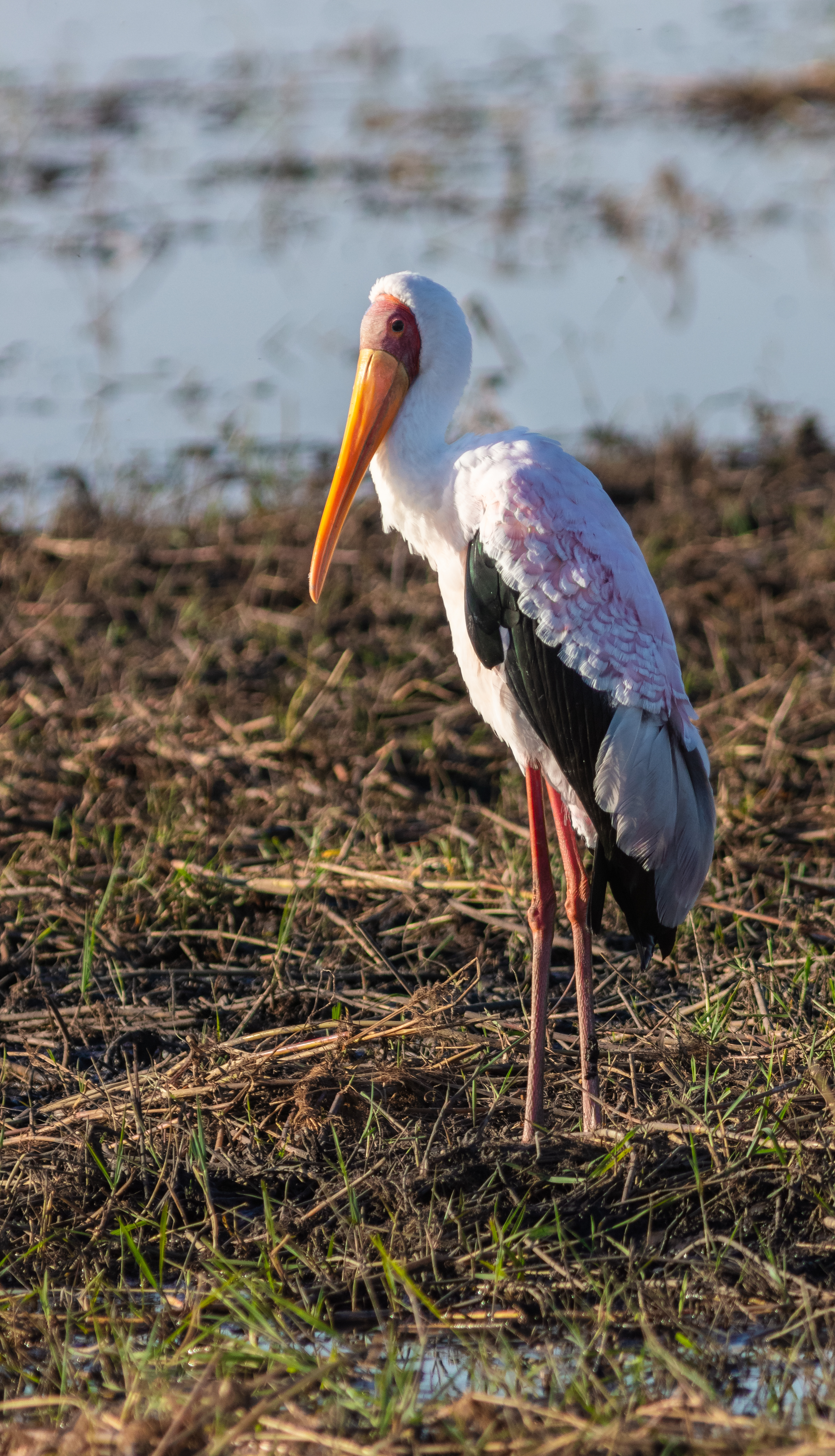
Nel Parco nazionale di Chobe, Botswana
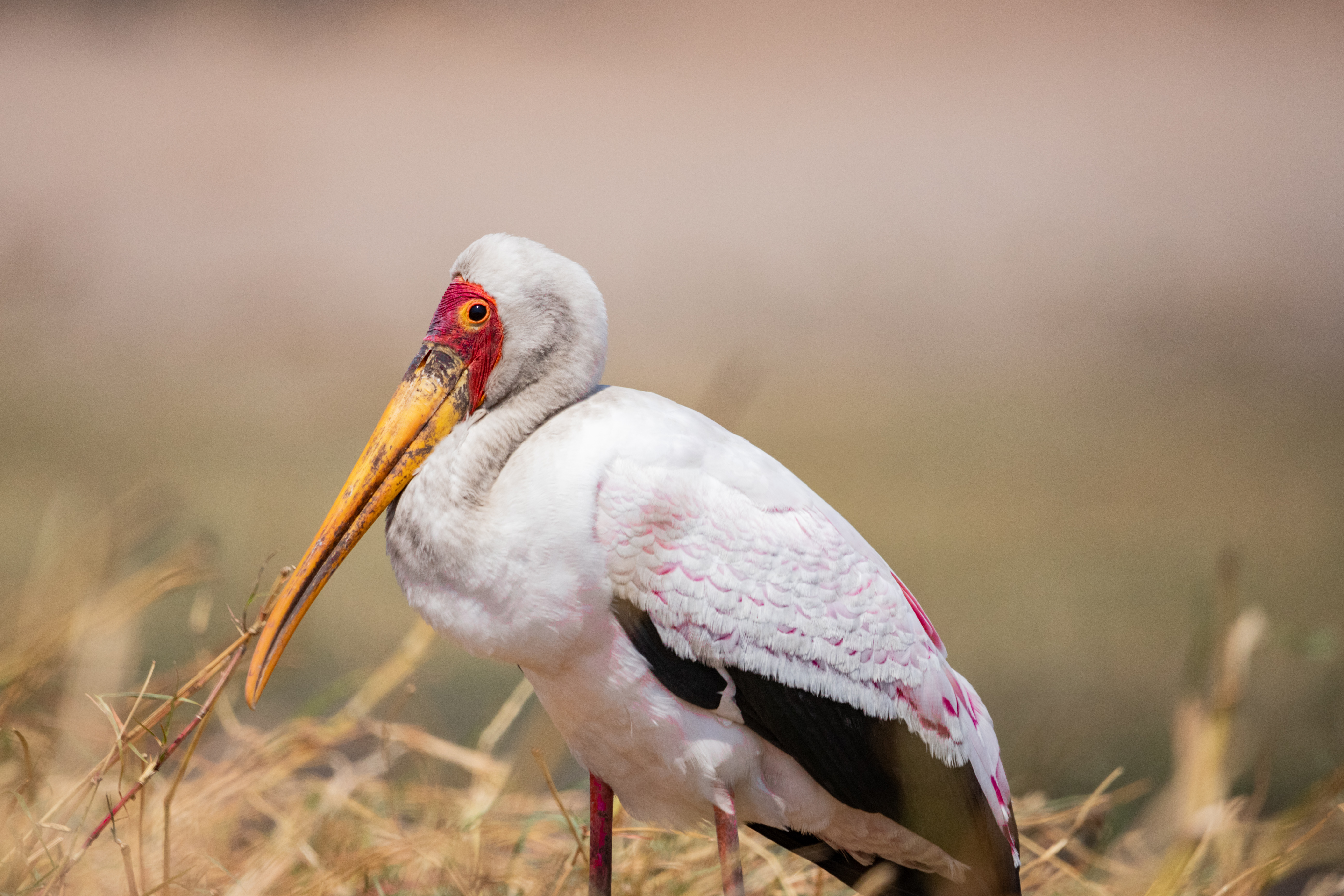
Sulla riva di un fiume